# Хипхопиум вол.2
Хипхопиум вол.2 је трећи соло албум репера Ђуса (енгл. Juice), који је издао 2008. године. На албуму се налази 21 песма.

## Песме
На албуму се налазе следеће песме: